# Postamt Kötzschenbroda
Das ehemalige Postamt Kötzschenbroda, auch als Kaiserliches Postgebäude angesprochen, war ein als Postamt errichtetes Gebäude, es liegt in der Meißner Straße 285 im Stadtteil Kötzschenbroda der sächsischen Stadt Radebeul.

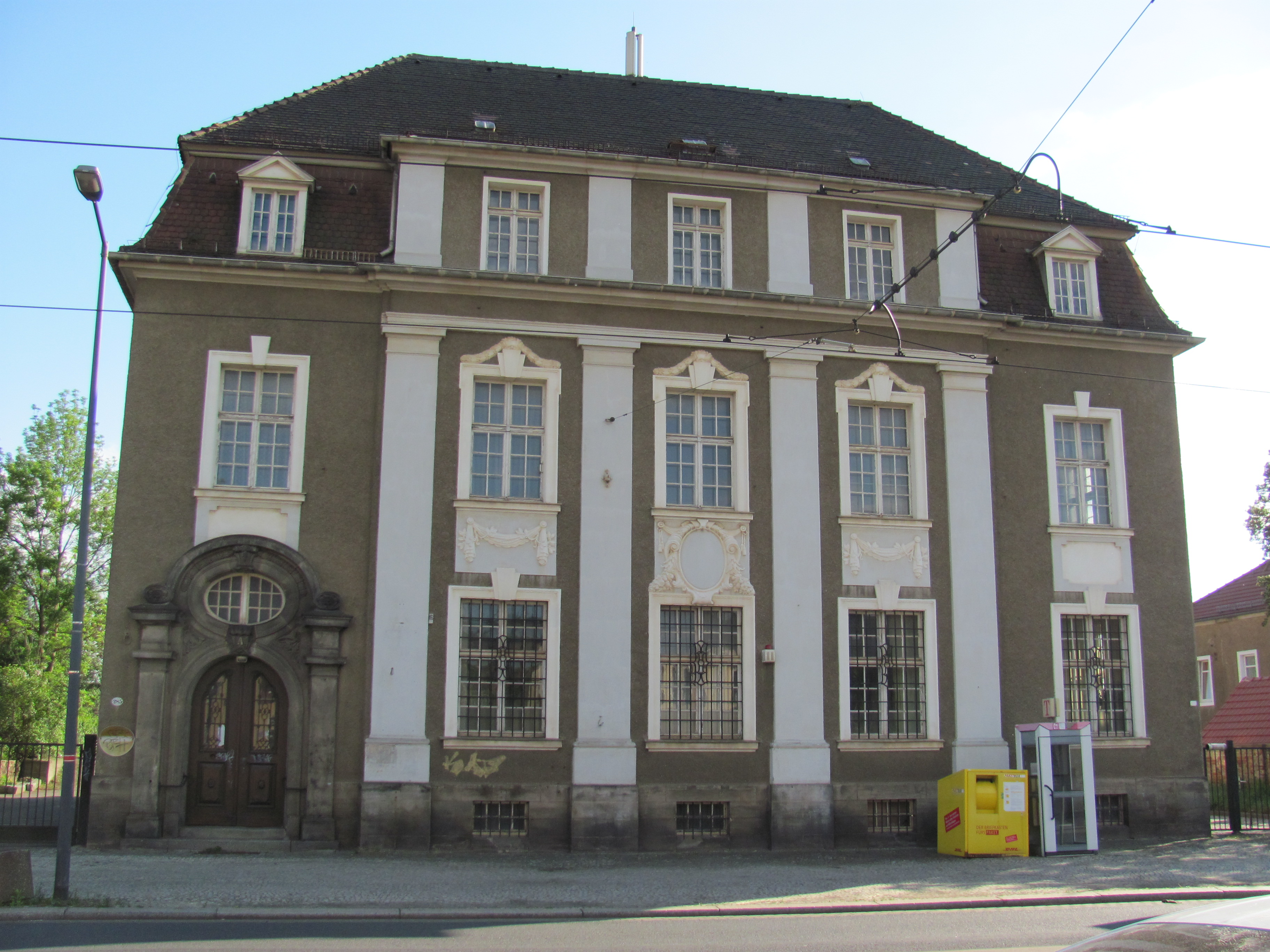
Ehemaliges Postamt Kötzschenbroda

Das Gebäude „im Stil des Neobarock und des Reformstils […ist] baugeschichtlich und ortsgeschichtlich von Bedeutung“.
Ab Spätsommer 2024 sollen die Radebeuler Musikschüler dort ihr neues Quartier beziehen können, das ab dem Jahr 2021 durch Sanierung des ehemaligen Postamtsgebäudes Kötzschenbroda geschaffen wird. Zudem soll auch der Hauptsitz des Musikschulbezirks des Landkreises Meißen aus der bisherigen Villa Nirwana dorthin umziehen.

## Beschreibung

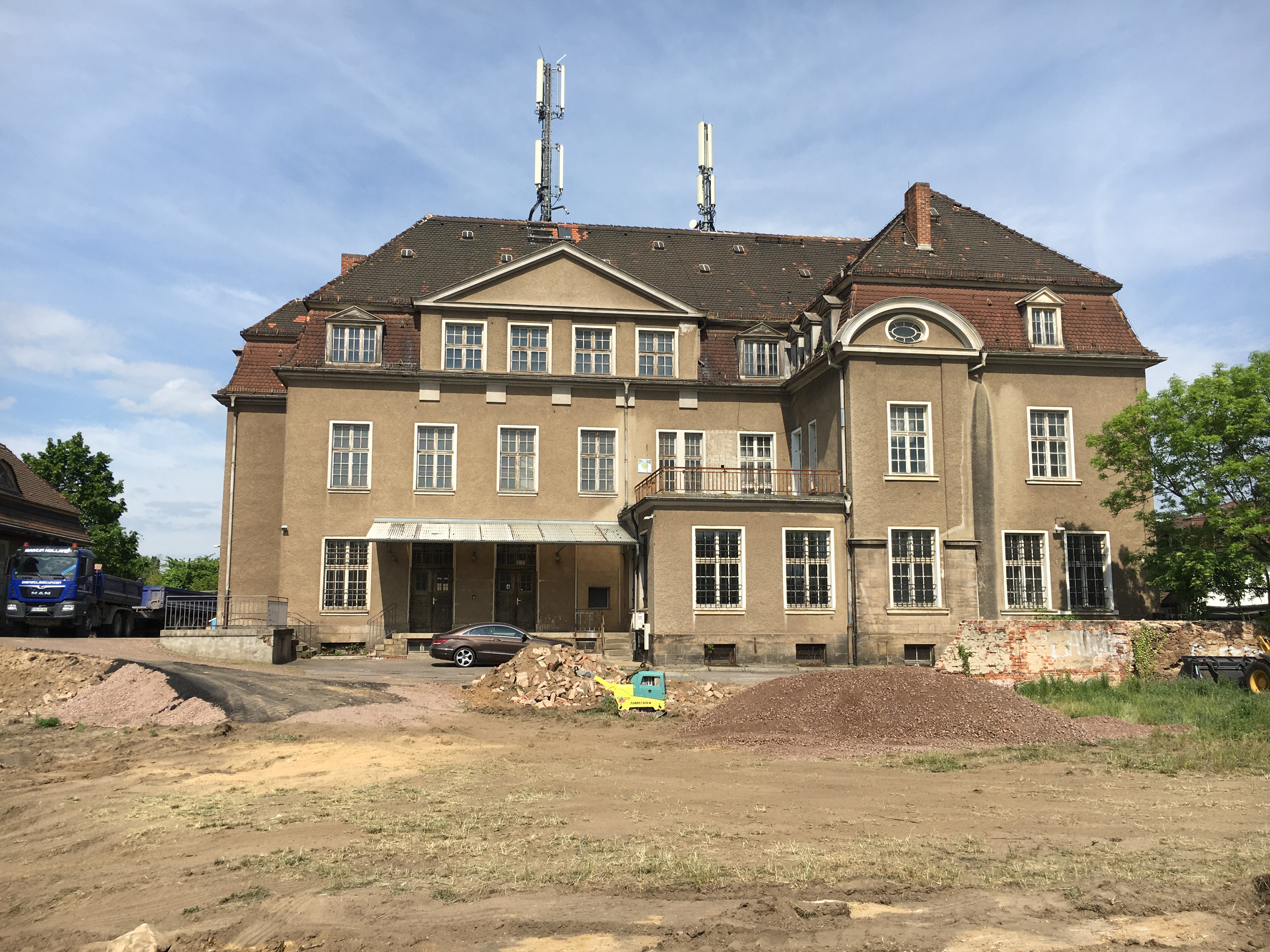
Ansicht (2022) von Osten nach der Beräumung des Nachbargrundstücks, rechts die Meißner Straße

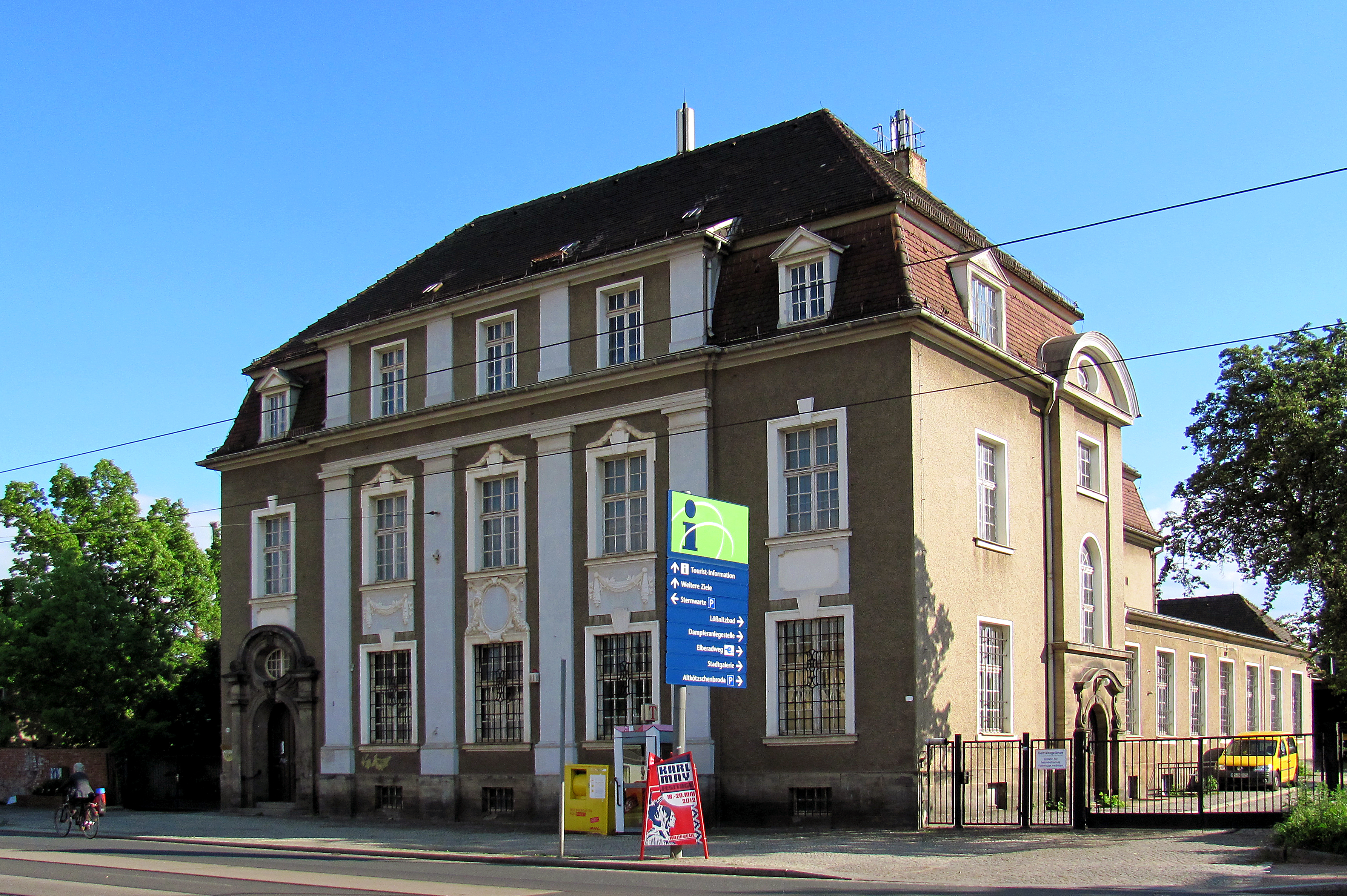
Rückseitige Flügelanbauten von Westen

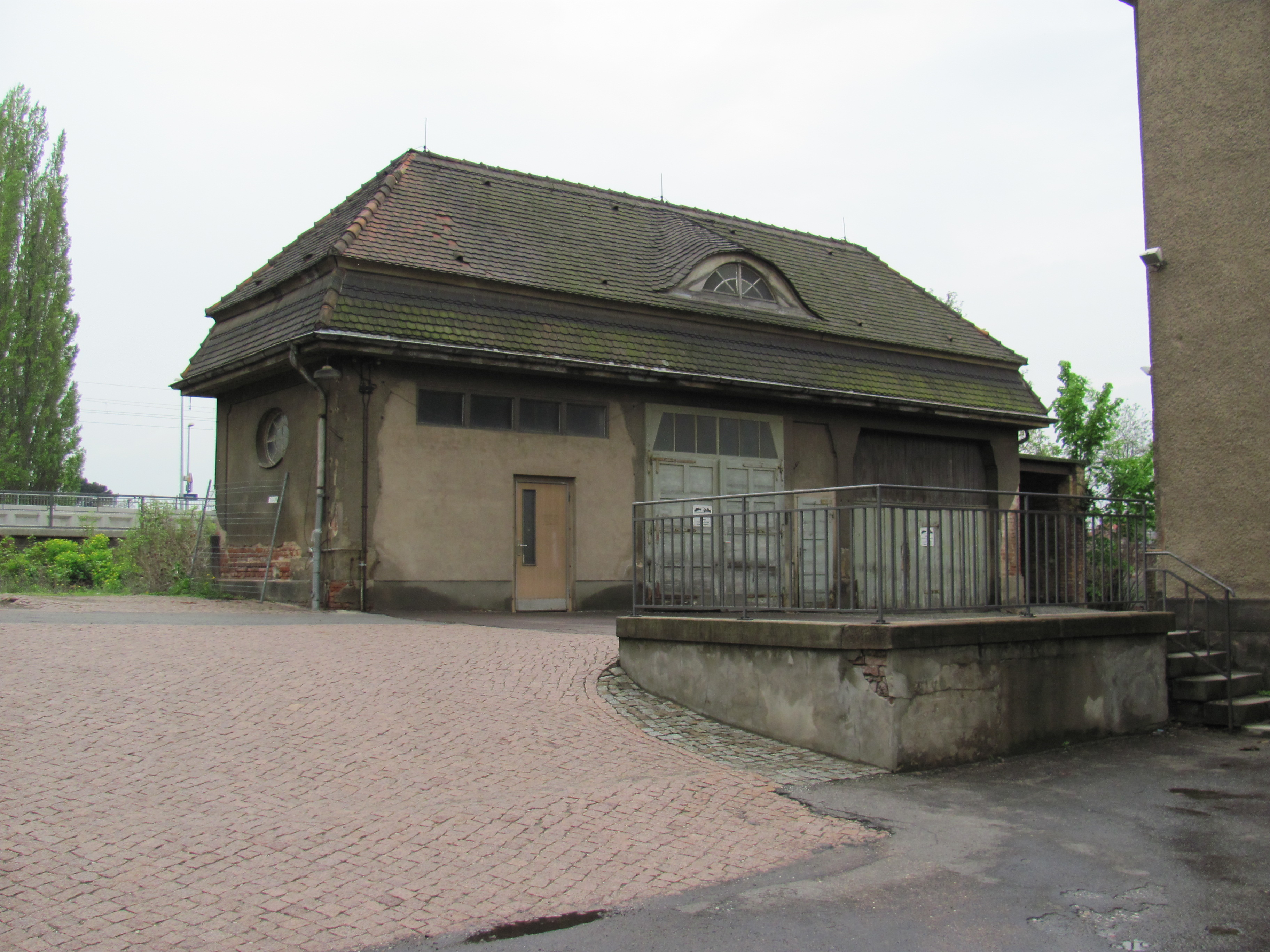
Garagenbau im hinteren Grundstück, dahinter die Gleisanlagen des Bahnhofs

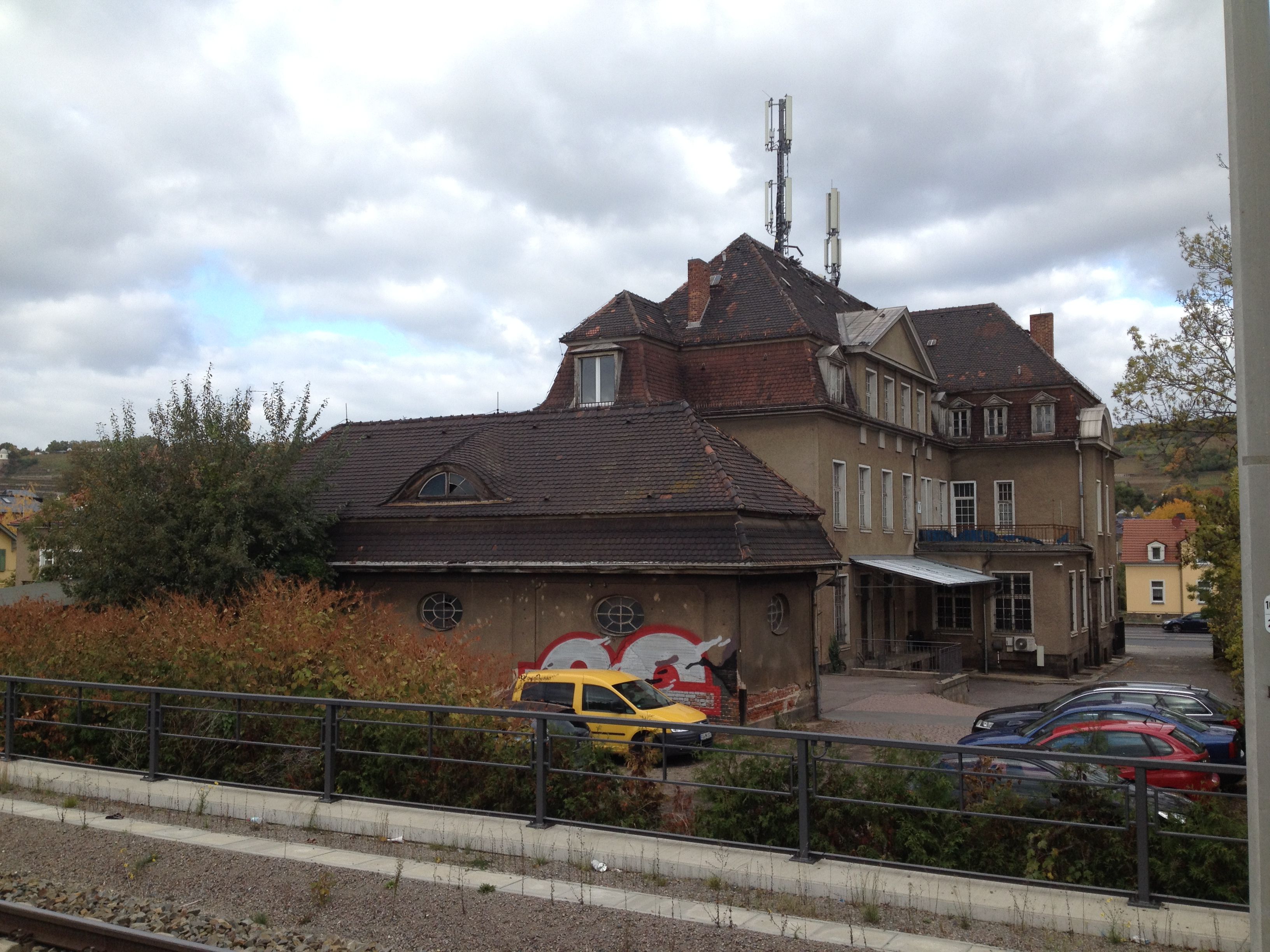
Rückseite vom Bahnsteig aus. Links im Hintergrund auf der Hangkante der Jacobstein

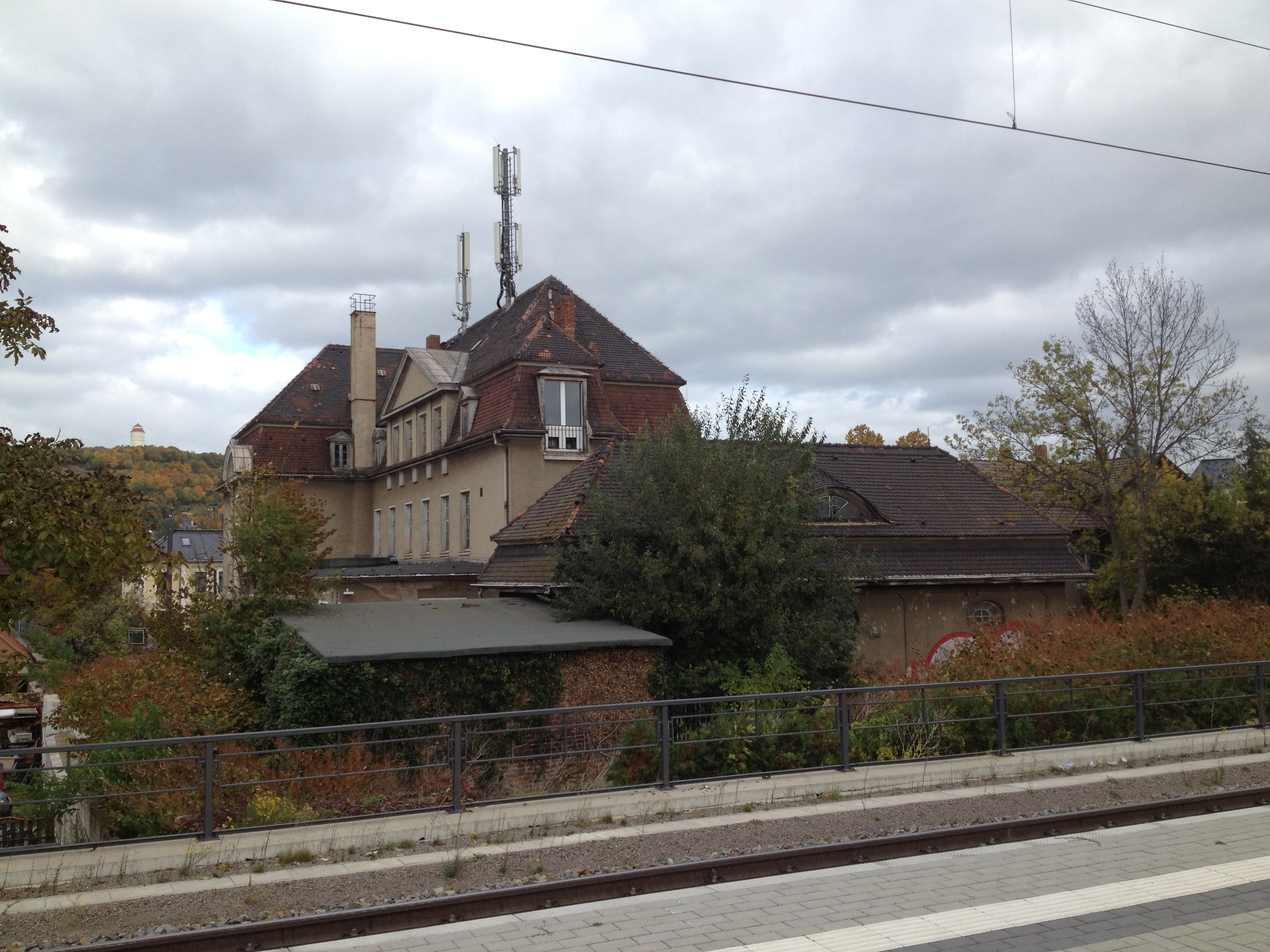
Rückseite vom Bahnsteig aus. Links im Hintergrund auf der Hangkante der Wasserturm

Das Grundstück der mitsamt Remisengebäude im Hof und Gedenkstein denkmalgeschützten Post liegt auf der Südseite der Meißner Straße; als drittes Grundstück ab der Kreuzung mit der Bahnhofstraße grenzt es auf der Rückseite noch an die Gleisanlagen des 1840 eröffneten, denkmalgeschützten Bahnhofs Kötzschenbroda mit dem inzwischen modernisierten Haltepunkt der S-Bahn.
Im hinteren Teil des Grundstücks steht quer ein dreiachsiges Garagengebäude mit einem Mansarddach und je einer Fledermausgaube mittig in den beiden Längsseiten. Die Belichtung des Inneren erfolgt über querovale Fenster, drei auf der Gebäuderückseite, und je eines in den Schmalansichten.
Vorn im Grundstück steht das eigentliche Postgebäude, das von einer Umfahrung umgeben ist. Der „monumentale Hauptbaukörper“ steht quer am dort verbreiterten Fußweg der Meißner Straße. Er ist oberhalb eines flachen Sandstein-Souterrains zweigeschossig und fünfachsig; obenauf sitzt ein ausgebautes, ziegelgedecktes Mansarddach mit Giebelgauben. Die mittleren drei Fensterachsen des Putzbaus sitzen in einem nur wenig hervortretenden Mittelrisalit, der sich nach oben als Pult-Dachhaus fortsetzt, getrennt durch ein verkröpftes Hauptgesims. Der Risalit selbst wird vertikal gegliedert durch Kolossalpilaster, die im Dachhaus als Lisenen fortgesetzt werden.
Auf der linken Seite neben dem Risalit befindet sich der Publikumseingang durch ein Sandstein-Rundbogenportal, oben mit einem querovalen umrahmten Oberlicht. Die hohen Rechteckfenster des Obergeschosses der Straßenansicht weisen Brüstungsspiegel auf, in der Mitte mit einem stuckverzierten Medaillon, beidseits daneben mit Festons. Dazu weisen die in Sandsteinumrahmungen sitzenden Fenster dieser Ansicht Schlusssteine auf, die im Risalit-Obergeschoss durch weitere Festons geschmückt werden.
Die beiden Seitenansichten sind zweiachsig. Die jeweils hintere Achse wird durch einen leicht hervortretenden Treppenhausrisalit gebildet, der im Erdgeschoss ein verziertes Sandstein-Rundbogenportal für den Nebeneingang aufweist und der auf Dachhöhe durch einen noch weiter hervortretenden Segmentgiebel mit Querovalfenster abgeschlossen wird.
Auf der Rückseite des Hauptbaukörpers schließt sich mittig ein gebäudehoher, also zweigeschossiger Flügelbau an, was einen T-förmigen Grundriss ergibt. Der schlicht verputzte Gebäudeflügel ist fast so lang, wie der Gebäudeteil vorn breit ist, jedoch schmäler. Auf den sechsachsigen Längsseiten dieses Flügels befinden sich vor den Dachflächen große, verblechte Dreiecksgiebel. Die vier Fenster je Giebel werden durch fünf Lisenen eingefasst, die sich nach unten durch das Hauptgesims verlängern und dort wie stützende Konsolen aufhören. Auf der rückwärtigen Schmalseite steht am westlichen Gebäuderand ein Treppenhausrisalit.
Auf der Ostseite des Postgebäudes steht in der Ecke der Rücklage ein quadratischer, zwei-mal-zweiachsiger Baukörper von einem Geschoss Höhe. Auf diesem befindet sich ein Austritt aus dem Obergeschoss, von einem Geländer geschützt. Die drei nächsten Achsen bilden eine Ladeplattform, die von einem weit vorkragenden Pultdach geschützt wird. Auf der Westseite des Postgebäudes steht in der Rücklage ein eingeschossiger Gebäudetrakt mit Flachdach, der aufgrund des rückwärtigen Treppenrisalits 7 Fensterachsen Länge aufweist. Alle Erdgeschossfenster einschließlich der Straßenfront sind vergittert.

## Geschichte
Der ab 1652 in Sachsen durchgeführte regelmäßige Reitpostdienst zwischen Dresden und Leipzig wurde 1683 zur fahrplanmäßigen Leipzig-Dresdener Postkalesche mit zwei festen Poststationen auf dem Gebiet der Lößnitzortschaften, dem Gasthof Serkowitz (bis 1786) und dem Gasthof Zitzschewig, der an der Leipziger Landstraße genannten sächsischen Fernverbindungsstraße nahe dem Chausseehaus Zitzschewig lag (vergleiche Postgeschichte und Briefmarken Sachsens).
Am 1. Juli 1854 wurde im Grundstück Hauptstraße 18 (heute Altkötzschenbroda 18) die Kötzschenbrodaer Postexpedition (3. Klasse) eingerichtet, die Leitung bekam der frühere Apotheker Johann Gottlieb Strasser. Der Bereich des Landzustellbezirks bestand neben Kötzschenbroda alle Lößnitzortschaften außer Wahnsdorf, das zum Bezirk Eisenberg-Moritzburg gehörte, sowie die Ortschaften Coswig, Kötitz und Kaditz. Ab 1862 war August Forbriger der Postverwalter (bis 1886); er zog mit seiner Expedition erst in das Grundstück Bahnhofstraße 7, den Vorgängerbau des Culmbacher Hofs, sowie 1874 in das Grundstück Gartenstraße 7, in dem Forbriger auf eigene Kosten ein Haus errichtete, in dem später das Gemeindeamt war. Heute befindet sich an gleicher Stelle das Sparkassengebäude Kötzschenbroda. Weitere Ereignisse waren 1872 die Einrichtung der ersten Telegrafenstation, 1876 die Aufwertung zur Postexpedition 2. Klasse sowie 1897 diejenige zur Postexpedition 1. Klasse. 1889 bezog das Postamt die Räume in dem Neubau Bahnhofstraße 12b, wo 1891 auch das Fernsprechamt eingerichtet wurde. Posthilfsstellen des Postamts Kötzschenbroda entstanden 1894 in Lindenau und Zitzschewig sowie 1896 im Anwesen des Gasthof Goldene Weintraube an der Meißner Straße in Niederlößnitz, an der Grenze zum Bestellbezirk Oberlößnitz-Radebeul.
Der Gemeinderat beschloss 1914 die Errichtung eines repräsentativen Neubaus, dessen Planung für ein neobarockes Amtsgebäude mit Datum vom 11. Mai jenes Jahres vom Reichspostamt in Berlin allgemein vorgegeben wurde. Die beauftragte Oberpostdirektion Dresden kümmerte sich um die Detaillierung des Entwurfs; der Geheime Postbaurat Winckler vereinfachte die ursprünglich vorgesehenen Rundbogenfenster im Erdgeschoss, und auf dem Mittelrisalit wurden keine Vasen platziert.
Die auf dem Grundstück Meißner Straße 285 stehende zweigeschossige Villa, die der ortsansässige Maurermeister Moritz Große im 19. Jahrhundert errichtet hatte, wurde beräumt und der Bau auf einem Nachbargrundstück des Kötzschenbrodaer Bahnhofs begonnen, der seit 1840 zur sächsischen Ferneisenbahnverbindung Leipzig–Dresden gehörte. Im Herbst 1916 konnte das Postgebäude in Teilen in Gebrauch genommen bzw. 1917 eröffnet werden. Bedingt wohl durch den Ersten Weltkrieg wurde das Amtsgebäude erst 1921 fertiggestellt.
Mit der Vereinigung der beiden Städte Radebeul und Kötzschenbroda 1935 zum bezirksfreien Stadtkreis Radebeul wurde das Postamt in Postamt Radebeul 2 umbenannt, während das Radebeuler Postamt in der Pestalozzistraße 4 zum Postamt Radebeul 1 wurde.
Nach der Wende wurde das Postamt im Jahr 2000 für den Publikumsverkehr geschlossen und nur noch als Funktionsgebäude der Telekom genutzt. Da auch die sogenannte Alte Post in Radebeul-Ost bereits 1997 als Postamt geschlossen wurde, erfolgt die Postannahme in Radebeul nur noch über Postagenturen.
Der nach der Wende bei der Schnellinventarisierung mit aufgenommene Gedenkstein für die im Ersten Weltkrieg gefallenen Kötzschenbrodaer Postmitarbeiter, wohl an der westlichen Grundstücksgrenze aufgestellt, war im Jahr 2006 verschwunden. Die schriftlichen Nachforschungen der damals noch Radebeuler Denkmalpflege bei den inzwischen privaten Eigentümern ergaben, dass diese über den Verbleib keine Auskunft geben konnten. Der Gedenkstein musste daher wohl zwischen 1990 und 2006 beräumt worden sein.